# Sukorejo (Tegalrejo)
Sukorejo is een bestuurslaag in het regentschap Magelang van de provincie Midden-Java, Indonesië. Sukorejo telt 2244 inwoners (volkstelling 2010).